# Syngonanthus caulescens
Syngonanthus caulescens là một loài thực vật có hoa trong họ Eriocaulaceae. Loài này được (Poir.) Ruhland miêu tả khoa học đầu tiên năm 1903.